# الإخوة الشتاء (فلم)
وينتر براذرز (بالدنماركية: Vinterbrødre) فيلم درامي انتج في الدنمارك وصدر عام 2017 من إخراج هلينور بالماسون.

## ملخص قصة
أوديسي في بيئة عامل خلال شتاء بارد. نحن نتابع أخوين روتينيهما عاداتهما شعائرهما وعروبهما العنيف الذي يثور بينهما وبين عائلة أخرى.

## طاقم العمل
- مايكل بروستروب بدور مايكل
- كريستوفر ليلمان
- أندرس هوف بدور رجل طويل الشعر
- إليوت كروسيت هوف بدور اميل
- يانيك جنسن بدور سولدات
- لارس ميكلسن بدور كارل
- بيتر بلوجبرج بدور دانيال
- لوريتس أونوريه روني بدور أغسطس
- سيمون سيرز بدور جوهان
- فيكتوريا كارمن سون بدور آنا
- فريديريك أندريه بدور نيك
- ستيفان مولهولت بدور كالكاربيدير

## العرض
تم عرض الفيلم في قسم الاكتشاف في مهرجان تورنتو السينمائي الدولي 2017. و فاز بجائزة بوديل لأفضل فيلم دنماركي.

## روابط خارجية
- مقالات تستعمل روابط فنية بلا صلة مع ويكي بيانات